# Заболотье (Несвижский район)
Заболотье (бел. За́балацце) — деревня в Несвижском районе Минской области Республики Беларусь. В составе Городейского сельсовета.

## История
Точная дата основания неизвестна. В 1941 году деревня была оккупированна нацистской Германией. В 1944 году в ходе контрнаступления советской армии Заболотье было освобождено. После развала СССР Заболотье стало частью независимой Беларуси.
До 12 августа 1970 года деревня входила в состав Лысицкого сельсовета.

## Население

### Численность
- 2019 год — 55 жителей

### Динамика
- 1999 год — 74 жителей (перепись населения)
- 2009 год — 58 жителей (перепись населения)
- 2019 год — 55 жителей (перепись населения)

## Известные уроженцы
- Абрамович, Александр Михайлович — доктор юридических наук (1986), профессор (1990), Заслуженный юрист Республики Беларусь (1998), член Комитета Конституционного надзора СССР (1991), председатель Центральной комиссии по выборам народных депутатов Республики Беларусь (1992).